# 韶石山

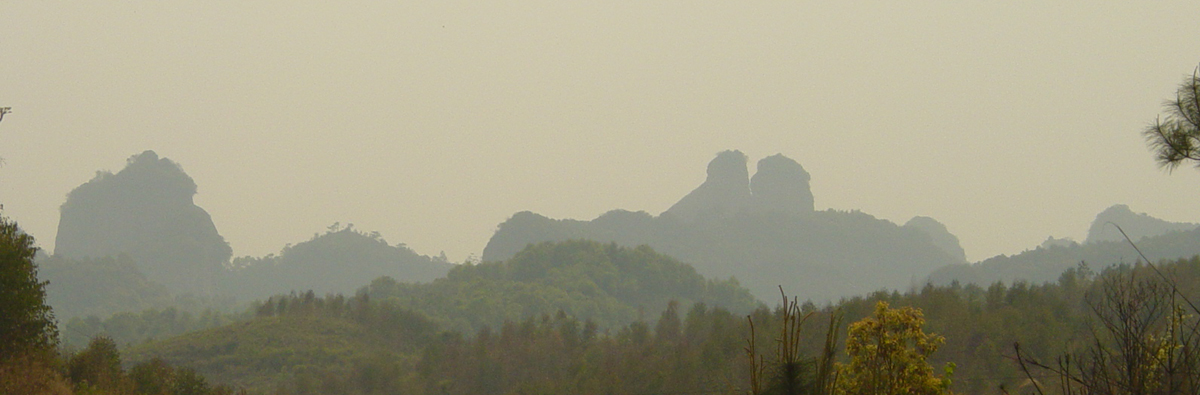
远眺韶石山

韶石山是丹霞山世界地质公园的一部分，位于丹霞山风景区以南，东临浈江，锦江纵贯其南北，总面积约180平方公里。

## 历史
这块土地拥有一个美丽的传说：相传距今四千多年前，舜帝南巡经过此地，登山而奏韶乐，动听的乐曲使周围的山石也为之动容，变成形状奇特的“三十六石”，韶石因此而得名。隋朝开皇九年（公元589年），取韶石之名改东衡州为韶州（即韶关市的前称）。
韶石山有一条古道，是古代岭北经韶州去广州的必由之路，古道旁的金龟岩是韶石山的游览核心区，顶峰状似伏龟，下有一岩洞，恰似龟腹，故名。登上龟顶可以尽览韶石胜景，因此韶石山在唐宋时期成为著名的风景名胜，唐代的韩愈在游览完韶石后就曾写下“曲江三水闻来久”的诗句。到了近代，随着公路的发展和浈江水运的荒废，韶石山逐步被人所淡忘。

## 延伸阅读
[在维基数据编辑]
 《欽定古今圖書集成·方輿彙編·山川典·韶石山部》，出自陈梦雷《古今圖書集成》